# Bulbophyllum pusillum
Bulbophyllum pusillum là một loài phong lan thuộc chi Bulbophyllum.